# Regenwetter (Tschechow)

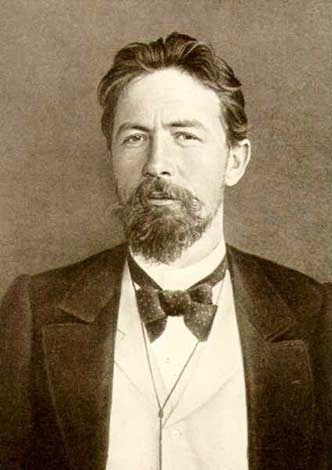
Anton Tschechow

Regenwetter (russisch Ненастье, Nenastje) ist eine Kurzgeschichte des russischen Schriftstellers Anton Tschechow, die am 8. Juni 1887 in der Tageszeitung Peterburgskaja gaseta unter der Rubrik Flüchtige Notizen erschien. Zu Lebzeiten des Autors wurde der Text ins Polnische übersetzt.

## Inhalt
Der Rechtsanwalt Alexej Stepanytsch Kwaschin lässt seine 20-jährige Gattin Nadeshda Filippowna und deren verwitwete Mutter des schlechten Wetters wegen im Sommerhaus zurück und arbeitet lieber in der nahegelegenen Stadt. Fünf Nächte lang ist der Gatte bisher noch nie fortgeblieben, wundert sich die junge Ehefrau, sieht per Bahn und Droschke nach dem Rechten und kehrt rasch zur Mutter zurück. „Er betrügt uns, Mama!“ ruft Nadeshda verzweifelt aus. Nach Aussage des Hausknechts Aljoscha sei der Hausherr in der knappen Woche kein einziges Mal nach Hause gekommen. Er habe zu solchem Verhalten kein Recht, klagt die Mutter. Schließlich hat die Kaufmannswitwe zwanzigtausend Rubel Mitgift gegeben.
Bei allem Weinen und Wehklagen übersehen die Betrogenen, wie der Himmel über dem Sommerhaus aufklart. Da kommt der Betrüger auch schon hereingeschneit und lügt, er habe Tag und Nacht in zwei Konkurssachen im Büro bei Galdejew zugebracht. Aus den Augenwinkeln späht er nach den abweisenden, verweinten Gesichtern seiner Damen.
Auf einmal strahlen die Frauen. Beglückt hastet Nadeshda durch die Zimmer und richtet den Imbiss zum gebührenden Empfang. Sie schämt sich; hat einen Schuldlosen verleumdet. Nadeshda und deren Mutter bewundern die Rede dieses klugen, lieben, schönen Mannes. Der Rechtsanwalt Kwaschin sinniert: Sie sind zwar nur aus dem Kaufmannsstande, doch drei Tage kann man es bei ihnen gut und gerne aushalten.

## Theater
- 25. April 2014, Aufzeichnung einer Aufführung (19 min, russisch) aus der Theaterwerkstatt „202“. Regie: Kristina Frolowa. Mit Jekaterina Sergijewitsch und Timur Isbassarow.

## Deutschsprachige Ausgaben
Verwendete Ausgabe
- Regenwetter. S. 453–458 in Gerhard Dick (Hrsg.) und Wolf Düwel (Hrsg.): Anton Tschechow: Das schwedische Zündholz. Kurzgeschichten und frühe Erzählungen. Deutsch von Georg Schwarz. 668 Seiten. Rütten & Loening, Berlin 1965 (1. Aufl.)[3]